# Fu Manchu
Fu Manchu er en fiktiv romanfigur, opfundet af den britiske forfatter Sax Rohmer (et pseudonym for Arthur Henry "Sarsfield" Ward). Han er arketypen på en superskurk og var hovedperson i adskillige kriminalromaner, der skulle advare mod den gule fare, den indbildte trussel mod Vestens civilisation fra 'orientalere'. 
Fu Manchu er kinesisk mandarin og ledende medlem (men ikke den øverste leder) af den hemmelige forbryderorganisation Si-Fan, der synes at være en litterær forgænger for James Bonds SPECTRE og Kejser Ming fra tegneserien Jens Lyn. Fu Manchu er meget gammel, da han kan forynge sig selv med en særlig eliksir. Han kan også fremstille guld ved hjælp af menneskeblod. Han betjener sig gerne af udsøgt tortur over for sine fjender og myrder ved en bestemt lejlighed sin egen datter Fah lo Suee alias Koreani, da hun har forrådt ham ved at indlede et forhold til en engelsk politimand, Denis Nayland Smith. Hun genopstår i senere bøger.
Selv om han bliver slået tilbage i hver bog, vender han frygtløst tilbage til Vesten for at gennemføre sine fantastiske, forbryderiske planer. Han er udstyret med en mindre hær af snigmordere, eksotiske gifte, bakterier og dødelige dyr. Her kan nævnes giftslanger, en kat med forgiftede klør, blodsugende igler og en kvælerabe med ekstremt lange arme. Han kan også ved lejlighed gøre sig usynlig med en særlig lampe. Ganske som Ernst Stavro Blofeld har han en forkærlighed for at anbringe sig i underjordiske anlæg. 
Bøgerne er fortalt af Dr. Petrie, en læge, der som en anden Watson følger Nayland Smith tæt. En af Fu Manchus kvindelige hjælpere, Kâramanèh, hjælper ved flere lejligheder de to helte og gifter sig senere med Dr. Petrie. 
Fu Manchu har også optrådt i film, på fjernsyn, i radiohørespil og i tegneserier.